# Bryaxis curtisii
Bryaxis curtisii är en skalbaggsart som först beskrevs av Leach 1817.  Bryaxis curtisii ingår i släktet Bryaxis, och familjen kortvingar. Arten är reproducerande i Sverige.